# Emiliano Astorga
Emiliano Eduardo Astorga Lobos (* 21. September 1960 in San Antonio) ist ein ehemaliger chilenischer Fußballspieler und aktueller -trainer. Der auch unter dem Spitznamen El Flaco bekannte frühere Abwehrspieler war zuletzt Trainer des CD Cobreloa.

## Karriere

### Vereinskarriere
Emiliano Astorga begann in seiner Heimatstadt bei San Antonio Unido und gab 1978 sein Profidebüt. Durch seine guten Leistungen wurde der kopfballstarke Verteidiger 1983 von CD Magallanes verpflichtet. In seiner Zeit bis 1986 spielte er unter anderem mit Eduardo Vilches, Adolfo Nef oder Fernando Santís. Im Jahr 1987 wechselte Astorga zu den Rangers de Talca, mit denen er aus der Primera División abstieg und erst zu Naval, danach zu Deportes Melipilla ging. Bei Melipilla spielte er von 1989 bis 1995, ehe er sein letztes Karrierejahr bei Santiago Morning in der Tercera División verbrachte und die Drittligameisterschaft mit dem Klub feiern konnte.

### Trainerkarriere
Emiliano Astorga begann seine Trainertätigkeit 2003 bei seinem Heimatklub San Antonio Unido. Danach arbeitete er als Co-Trainer zusammen mit Guillermo Páez von Juan Ubilla bei Deportes Melipilla. In der Clausura 2009 übernahm Astorga nach der Entlassung des Niederländer Jorrit Smink das Haupttraineramt. Trotz eines guten vierten Platzes musste Melipilla aus finanziellen Gründen abstiegen.
Astorga ging 2010 zu Unión La Calera, mit denen er direkt hinter Meister Municipal Iquique in die Primera División aufstieg. In der Apertura 2011 erreichte La Calera 25 Punkte in 17 Spielen und anschließend in den Play-offs das Halbfinale. Im Juni 2012 gab Astorga seinen Rücktritt bei La Calera bekannt. Noch im selben jahr übernahm er den CD Palestino, mit dem er sich für die Copa Sudamericana qualifizierte, allerdings dann das Angebot der Santiago Wanderers nicht ausschlagen konnte. Dort wurde er in der Clausura 2014/15 Vorletzter, stieg aber aufgrund der guten Apertura nicht ab. Astorga schaffte sogar kurz darauf den Einzug in die Copa Sudamericana 2015, die Wanderers schieden allerdings in der ersten Runde gegen den paraguayischen Vertreter Club Libertad aus. Im Dezember 2015 trennten sich Verein und Trainer.
Im Januar 2016 sollte er San Marcos de Arica zum Klassenerhalt in der Primera División führen. Am letzten Spieltag der Clausura verlor Arica bei Astorgas Ex-Klub CD Palestino mit 2:3, während Konkurrent San Luis de Quillota einen Punkt holte und beide Teams punkt- und torgleich waren. Ausschlaggebend waren die erzielten Tore, die zugunsten von San Luis sprachen. Nach weiteren Stationen bei CD Cobresal und Deportivo Ñublense kam Astorga zu den Rangers de Talca. Seine Mission Klassenerhalt in der Primera B erfüllte der Trainer, verlängerte jedoch seinen Vertrag nicht über die Saison hinaus.
Im August 2020 wurde Astorga als Trainer von Deportes Copiapó vorgestellt, wo er Héctor Almandoz ablöste. Im Juli 2021 wurde Astorga erneut Trainer der Wanderers, wo er den abgeschlagenen Tabellenletzten noch vor dem Abstieg aus der Primera División retten sollte. Trotz akzeptabler Ergebnisse war der Abstand vor Amtsantritt schon zu groß, so dass die Wanderers am Saisonende abstiegen. Nach Saisonende wechselte Astorga zum Primera-B-Klub CD Cobreloa. Als Tabellenzweiter zog Cobreloa direkt ins Finale um den Aufstieg ein, wo das Team allerdings gegen Astorgas ehemaligen Klub Deportes Copiapó verlor. Trotz des verpassten Aufstiegs blieb er Trainer des Klubs. Nach dem Aufstieg 2023 verließ er den Klub im beidseitigen Einvernehmen im Mai 2024.

## Erfolge
Santiago Morning
- Meister der Tercera División: 1996